# Антипин, Михаил Иванович
Михаи́л Ива́нович Анти́пин (17 августа 1925 — 15 мая 1995) — участник Великой Отечественной войны, наводчик станкового пулемёта 10-го гвардейского стрелкового полка 6-й гвардейской стрелковой дивизии 13-й армии Центрального фронта, гвардии красноармеец.
Герой Советского Союза, капитан.

## Биография
Родился 17 августа 1925 года в селе Рождественка ныне Увельского района Челябинской области в семье рабочего. Русский. Образование неполное среднее. Работал трактористом.
В Красной Армии с марта 1943 года. Участник Великой Отечественной войны с августа 1943 года. Сражался на Центральном и Белорусском фронтах.
Наводчик станкового пулемёта 10-го гвардейского стрелкового полка (6-я гвардейская стрелковая дивизия, 13-я армия, Центральный фронт) комсомолец гвардии красноармеец Михаил Антипин отличился при форсировании реки Припять восточнее деревни Дерновичи Наровлянского района Гомельской области Белоруссии в сентябре 1943 года.
Огнём пулемёта подавил две огневые точки и вывел из строя два миномётных расчёта противника.
При отражении вражеской контратаки 29 сентября 1943 года уничтожил до 40 солдат и офицеров противника.
Указом Президиума Верховного Совета СССР от 16 октября 1943 года за образцовое выполнение боевых заданий командования на фронте борьбы с немецко-фашистскими захватчиками и проявленные при этом мужество и героизм, гвардии красноармейцу Антипину Михаилу Ивановичу присвоено звание Героя Советского Союза с вручением ордена Ленина и медали «Золотая Звезда» (№ 1791).
В 1944 году стал членом ВКП(б)/КПСС. После войны продолжал службу в рядах Вооруженных Сил СССР. В 1946 году окончил Могилёвское военное пехотное училище, а в 1953 году — Московские окружные курсы усовершенствования офицерского состава (КУОС). С 1959 года капитан М. И. Антипин — в запасе.
Жил и работал в поселке Камский Верхнекамского района Кировской области, последние годы жизни жил в городе Челябинск. Скончался 15 мая 1995 года.

## Награды
- Медаль «Золотая Звезда» Героя Советского Союза
- Орден Ленина
- Орден Отечественной войны I степени
- Медали, в том числе:
  - Медаль «За победу над Германией в Великой Отечественной войне 1941—1945 гг.»
  - Юбилейная медаль «Двадцать лет Победы в Великой Отечественной войне 1941—1945 гг.»
  - Юбилейная медаль «Тридцать лет Победы в Великой Отечественной войне 1941—1945 гг.»
  - Юбилейная медаль «Сорок лет Победы в Великой Отечественной войне 1941—1945 гг.»

## Память
- Имя М. И. Антипина присвоено средней общеобразовательной школе в его родном селе Рождественка[1].